# 운서동

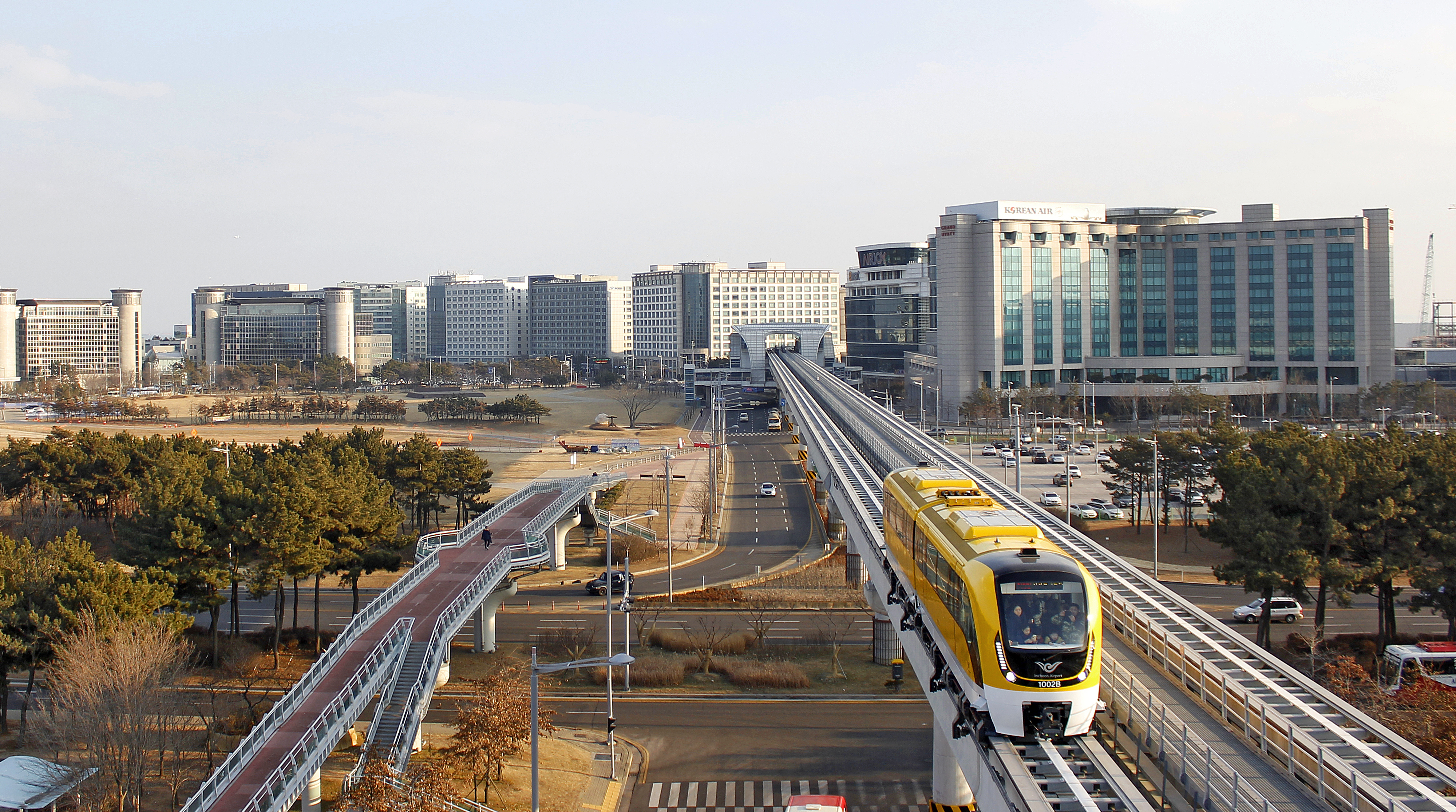
인천국제공항 국제업무지역

운서동(雲西洞)은 인천광역시 중구 영종도에 있는 동이다. 이곳에는 인천국제공항과 공항신도시가 있다.
'운서'(雲西)라는 이름은 1914년 행정구역 통폐합 때 영종도의 주산(主山)인 '백운산의 서쪽'에 있다는 뜻으로 붙여졌다.

## 개요
운서동은 대한민국의 항공 관문인 인천국제공항이 있는 항공교통의 요지로 공항과 타 지역을 오가는 유동인구가 많으며, 각종 개발사업으로 인하여 조용한 시골마을에서 활기 넘치는 도시로 나날이 성장하고 있다. 다만, 급속한 개발로 인해 환경 문제, 빈부 문제, 복지수요의 증가 등 제반 문제들이 함께 발생하고 있다.

## 역사
- 인천부 영종면 후소리·삼목리·신불도
- 1914년 4월 1일 : 영종면 후소리 대부분과 삼목리, 신불도를 합쳐 부천군 영종면 운서리 설치.
- 1973년 7월 1일 : 부천군 폐지로 옹진군에 편입.
- 1989년 1월 1일 : 인천직할시 중구에 편입.
- 1995년 1월 1일 : 지방자치제 실시로 인천광역시로 변경.
- 2001년 12월 10일 : 영종출장소 운서지소 개소.
- 2012년 1월 1일 : 운서지소 관할구역을 행정동인 운서동으로 승격.[3]
- 2026년 1월 1일 : 운서동을 운서1동, 운서2동으로 분동.

## 교육
- 인천공항초등학교
- 인천삼목초등학교
- 인천운서초등학교
- 인천공항중학교
- 인천공항고등학교
- 인천과학고등학교
- 인천국제고등학교
- 인천영종고등학교
- 인천하늘고등학교

## 교통
- 인천국제공항
- 인천국제공항철도
  - 운서역 - 공항화물청사역 - 인천공항1터미널역 - 용유차량기지
- 인천공항 자기부상철도
  - 전구간

## 관광
동의 북쪽에 삼목 선착장이 있고, 인천국제공항 제5활주로 예정지와 신불산 절토지에 골프장이 있다.

## 같이 보기
- 운서역
- 인천국제공항
- 영종도